# سیناگا (ماگدالنا)
سیناگا (ماگدالنا) (به اسپانیایی: Ciénaga, Magdalena) یک سکونتگاه مسکونی در کلمبیا است که در بخش ماگدالنا واقع شده‌است.

## خصوصیات
سیناگا ۱٬۸۱۲ کیلومترمربع مساحت و ۱۰۰٬۹۰۸ نفر جمعیت دارد و ۱۰ متر بالاتر از سطح دریا واقع شده‌است.

## نگارخانه

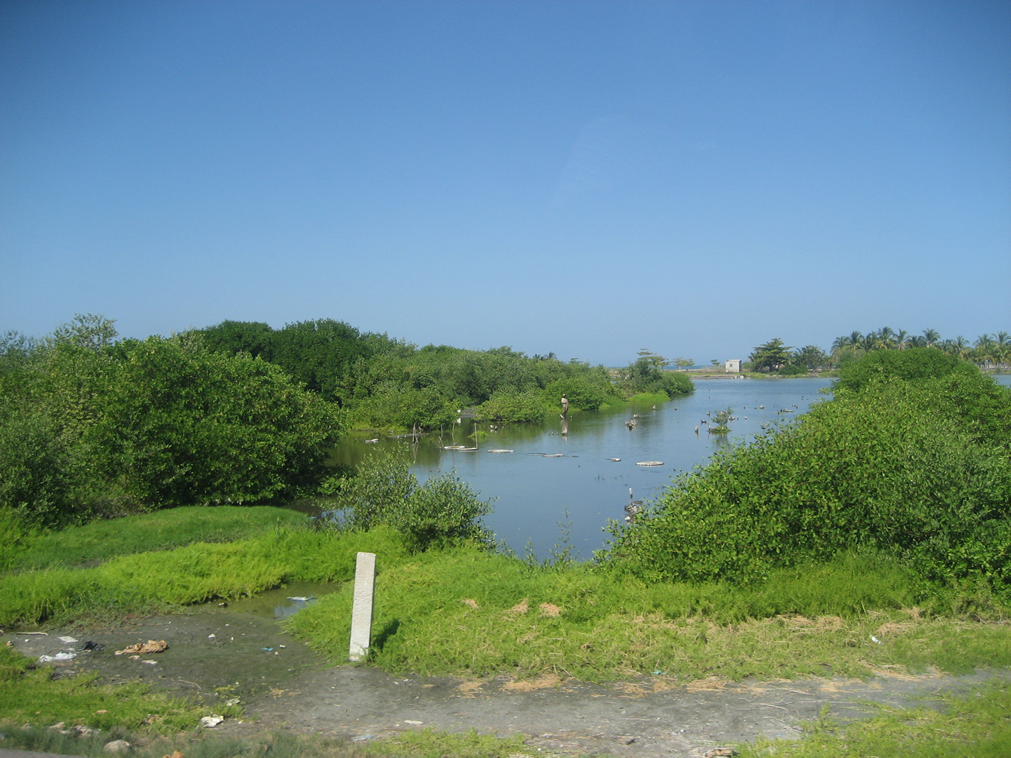